# Parafia Narodzenia Najświętszej Maryi Panny w Warszawie
Parafia Narodzenia Najświętszej Maryi Panny w Warszawie – parafia rzymskokatolicka należąca do dekanatu staromiejskiego, archidiecezji warszawskiej, metropolii warszawskiej Kościoła katolickiego, w Warszawie. Obsługiwana przez księży diecezjalnych.

## Historia
Parafia została erygowana 1 września 1866 przez ks. kanonika Jozafata Szczygielskiego, administratora archidiecezji warszawskiej po wywiezieniu biskupa Pawła Rzewuskiego do Astrachania. 

### Kościół parafialny
Kościół wybudowany w XVIII wieku dla karmelitów trzewiczkowych. W 1962 w związku z poszerzeniem obecnej al. „Solidarności” kościół został przesunięty o 21 metrów w kierunku północnym.

## Duszpasterze
Proboszczami parafii byli między innymi ks. Stanisław Zdzitowiecki (późniejszy biskup włocławski) i ks. Tadeusz Karolak.

### Proboszczowie (od 2013)
- Robert Strzemieczny (2013–2018)
- Paweł Bekus (2018–2022)
- Roberto Rinaldo (od 2023)[4]